# العلاقات الأفغانية القرغيزستانية
العلاقات الأفغانية القيرغيزستانية هي العلاقات الثنائية التي تجمع بين أفغانستان وقيرغيزستان.

## مقارنة بين البلدين
هذه مقارنة عامة ومرجعية للدولتين:
| وجه المقارنة                                              | أفغانستان                    | قيرغيزستان                      |
| --------------------------------------------------------- | ---------------------------- | ------------------------------- |
| المساحة (كم2)                                             | 652.23 ألف                   | 199.95 ألف                      |
| عدد السكان (نسمة)                                         | 34.94 مليون                  | 6.20 مليون                      |
| الكثافة السكانية (ن./كم²)                                 | 53.57                        | 31.01                           |
| العاصمة                                                   | كابل                         | بيشكك                           |
| اللغة الرسمية                                             | اللغة البشتوية، اللغة الدرية | اللغة الروسية، اللغة القيرغيزية |
| العملة                                                    | أفغاني                       | سوم قيرغيزستاني                 |
| الناتج المحلي الإجمالي (بليون دولار)                      | 20.82 مليار                  | 7.56 مليار                      |
| الناتج المحلي الإجمالي (تعادل القوة الشرائية) بليون دولار | 62.62 مليار                  | 20.45 مليار                     |
| الناتج المحلي الإجمالي الاسمي للفرد دولار أمريكي          | 594                          | 1.10 ألف                        |
| الناتج المحلي الإجمالي للفرد دولار أمريكي                 | 1.93 ألف                     |                                 |
| مؤشر التنمية البشرية                                      | 0.479                        | 0.655                           |
| رمز المكالمات الدولي                                      | +93                          | +996                            |
| رمز الإنترنت                                              | .af                          | .kg                             |
| المنطقة الزمنية                                           | ت ع م+04:30                  | ت ع م+06:00                     |

## منظمات دولية مشتركة
يشترك البلدان في عضوية مجموعة من المنظمات الدولية، منها:
| علم المنظمة | اسم المنظمة                        | تاريخ انضمام أفغانستان | تاريخ انضمام قيرغيزستان |
| ----------- | ---------------------------------- | ---------------------- | ----------------------- |
|             | بنك التنمية الآسيوي                | 1966                   | 1994                    |
|             | مؤسسة التنمية الدولية              | 2 فبراير 1961          | 24 سبتمبر 1992          |
|             | يونسكو                             | 4 مايو 1948            | 2 يونيو 1992            |
|             | وكالة ضمان الاستثمار متعدد الأطراف | 16 يونيو 2003          | 21 سبتمبر 1993          |
|             | الأمم المتحدة                      | 19 نوفمبر 1946         | 2 مارس 1992             |
|             | الاتحاد البريدي العالمي            | ?                      | ?                       |
|             | البنك الدولي للإنشاء والتعمير      | 14 يوليو 1995          | 18 سبتمبر 1992          |
|             | منظمة التعاون الإسلامي             | ?                      | ?                       |
|             | منظمة حظر الأسلحة الكيميائية       | ?                      | ?                       |
|             | مؤسسة التمويل الدولية              | 23 سبتمبر 1957         | 11 فبراير 1993          |
|             | الاتحاد الدولي للاتصالات           | 12 أبريل 1928          | 20 يناير 1994           |
|             | منظمة الشرطة الجنائية الدولية      | ?                      | ?                       |

## وصلات خارجية
- موقع وزارة الخارجية الأفغانية
- موقع وزارة الخارجية القيرغيزستانية